# 林爵華
林爵華（直译：科比·格達馮·林，2000年3月2日—）為加拿大男子籃球運動員，現效力於東亞超級聯賽香港東方。
林爵華生於加拿大安大略省多倫多，母親生於寮國沙灣納吉，1979年移民至加拿大，林爵華的爺爺來自中國大陸廣西。林爵華的名字「Kobey」是命名自科比·布莱恩特（Kobe Bryant）但為了上配合父親名字「Kwang」的字數，而加了一個字母「Y」而來。林爵華在中學接受了正規籃球訓練，大學先後就讀了威利斯顿州立大学、丹佛大學與查爾斯頓大學。2022年6月林爵華加盟EASL東亞超級聯賽灣區翼龍。林爵華與同樣來自加拿大的隊友梁昀雷以及來自澳大利亞的隊友海登·布蘭克利都未持有中國大陸護照，但菲律賓籃球協會破例讓三人作為灣區翼龍的亞洲血緣球員（Asian heritage player），不視為外籍球員，但三人只能有兩位同時在場上。2024年9月林爵華加入香港東方參加東亞超級聯賽以及PBA委員盃。

## 外部連結
- 林爵華在fiba.basketball（英语）
- 林爵華在Sports-Reference.com（NCAA）（英语）
- 林爵華在Eurobasket.com（球員）（英语）
- 林爵華在RealGM（英语）
- 林爵華在Proballers（英语）
- 林爵華在Flashscore（英语）